# Mycosphaerella eryngii
Mycosphaerella eryngii är en svampart som först beskrevs av Fr. ex Duby, och fick sitt nu gällande namn av Johanson ex Oudem. 1897. Mycosphaerella eryngii ingår i släktet Mycosphaerella och familjen Mycosphaerellaceae.   Inga underarter finns listade i Catalogue of Life.